# Golestjärnen
Golestjärnen är en sjö i Vilhelmina kommun i Lappland och ingår i Ångermanälvens huvudavrinningsområde. Sjön har en area på 0,0357 kvadratkilometer och ligger 390,1 meter över havet.

## Delavrinningsområde
Golestjärnen ingår i det delavrinningsområde (718606-153209) som SMHI kallar för Ovan Krokbäcken. Medelhöjden är 431 meter över havet och ytan är 57,19 kvadratkilometer. Räknas de 9 avrinningsområdena uppströms in blir den ackumulerade arean 158,92 kvadratkilometer. Nästansjöån som avvattnar avrinningsområdet har biflödesordning 2, vilket innebär att vattnet flödar genom totalt 2 vattendrag innan det når havet efter 290 kilometer. Avrinningsområdet består mestadels av skog (65 procent) och sankmarker (24 procent). Avrinningsområdet har 0,04 kvadratkilometer vattenytor vilket ger det en sjöprocent på 0,1 procent.